# Just a Fool
Just a Fool è un brano musicale della cantautrice statunitense Christina Aguilera, estratto come secondo singolo dal settimo album in studio Lotus, mandato in rotazione radiofonica dal 4 dicembre 2012 nelle radio statunitensi. Il brano è un duetto con il cantante country Blake Shelton, la collaborazione è nata grazie al talent The Voice nel quale sono entrambi giudici.

## Tracce
Download digitale
1. Just a Fool – 4:14

## Successo commerciale
Il brano ha debuttato alla posizione numero 92 della Billboard Hot 100 in seguito alla pubblicazione dell'album e grazie alle vendite digitali; la settimana successiva è salito alla numero 71. Il brano è stato successivamente pubblicato come singolo, il 4 dicembre, e spedito nelle radio statunitensi, ma nella sua prima settimana di pubblicazione il brano è rimasto fuori dalla classifica statunitense. Sempre nella stessa settimana di pubblicazione dell'album è riuscito ad entrare anche in classifica in Canada, debuttando alla posizione numero 37. In Asia il singolo ha debuttato con molto più successo, raggiungendo la prima posizione in Indonesia e Singapore. In Corea la posizione più alta raggiunta è stata la 124. L'8 marzo il singolo è rientrato nella classifica iTunes statunitense alla numero 92.
A maggio 2013 il singolo ha venduto oltre 500 000 copie solo negli Stati Uniti.

## Classifiche
| Classifica                    | Posizione massima |
| ----------------------------- | ----------------- |
| Canada                        | 37                |
| Slovenia                      | 5                 |
| Stati Uniti                   | 71                |
| Stati Uniti (Adult Pop Songs) | 27                |
| Islanda                       | 4                 |
| Slovacchia                    | 45                |